# Бирн, Иоганн Генрихович
Иоганн Генрихович Бирн (латыш. Johans Birnis) (27 сентября 1891, Митава, Курляндская губерния, Российская империя — 14 апреля 1939, РСФСР, Советский Союз) — партийный деятель, заместитель народного комиссара земледелия СССР, директор Московского института землеустройства.

## Биография
Член ВКП(б) с 1909 года. С 1919 года председатель Латышской секции РКП(б), комиссар для особых поручений при Штабе Восточного фронта. До 1922 председатель Самарской губернской ЧК. С 29 октября 1922 по 1926 года являлся ответственным секретарём Тамбовского губернского комитета РКП(б) — ВКП(б). С февраля 1927 по июль 1928 ответственный секретарь Воронежского губернского комитета ВКП(б). С августа 1928 по декабрь 1930 — 2-й секретарь Центрально-Чернозёмного областного комитета ВКП(б). С декабря 1930 по 1932 заместитель народного комиссара земледелия СССР. С 1933 начальник Политического сектора Уральского областного земельного управления. 
26 января—10 февраля 1934 года делегат XVII съезда ВКП(б).
С 22 января 1934 по октябрь 1935 — 2-й секретарь Челябинского областного комитета ВКП(б). До декабря 1938 года являлся директором Московского института землеустройства.

## Репрессии
19 декабря 1938 года арестован и приговорён Военной коллегией Верховного суда СССР 13 апреля 1939 года по обвинению в участии в контрреволюционной националистической организации, был включён в список «активных участников контрреволюционных правотроцкистской, заговорщицкой и шпионской организаций» (931 чел.), представленный Л.Берия и А. Вышинским 8 апреля 1939 года для санкции расстрела 198 чел. и осуждения 733 чел. к заключению в лагерь на сроки не менее 15 лет. Санкция оформлена как решение Политбюро № П1/217 от 8 апреля 1939 за подписью Сталина. 14 апреля 1939 расстрелян. Место захоронения Расстрельный полигон Коммунарка. Посмертно реабилитирован 18 февраля 1956 года.